# Franciszek Sikorski
Pour les articles homonymes, voir Władysław Sikorski.
Franciszek  Józef Sikorski  (né le 4 octobre 1889 à Lemberg, mort au printemps 1940 lors du Massacre de Katyń) est un général de l’armée polonaise, qui s’illustra notamment à la Bataille de Lwów.
Il n'a pas de lien connu avec le général homonyme, Władysław Sikorski.

## Biographie
Avant la Première Guerre mondiale il est membre de plusieurs organisations paramilitaires polonaises. Après avoir terminé une formation d’officier, il rejoint les Légions polonaises, puis en 1918, la nouvelle armée polonaise.
De 1918 à 1920 il commande successivement les 13e et 28e régiments, puis, la 19e et la 20e brigade. De décembre 1920 à avril 1921, il suit les cours de l’École supérieure de guerre. À la suite de cette formation, il fait fonction de commandant de la 10e division. Il commande ensuite la 19e brigade, puis l’infanterie de la 9e division avant de prendre le commandement de toute la division.
De mars 1932 à juin 1933, il est mis à la disposition du commandement de la zone du 9e Corps.
Il prend sa retraite en juin 1933. Il est rappelé en 1939. En septembre, il est affecté à la défense de Lwów. À la capitulation de la ville le 22 septembre 1939, il part en captivité chez les Soviétiques, d’abord au camp de Starobielsk. Au printemps 1940 il est exécuté par le NKVD à Kharkov.
Le 5 octobre 2007 le président Lech Kaczynski l’élève à titre posthume au grade de général de division.

## Honneurs et distinctions
- Ordre militaire de Virtuti Militari (Croix d’argent)
- Croix de l’Indépendance
- Croix d’or du mérite
- Croix de la Valeur polonaise (3e classe)
- Croix de la Campagne de 1939 (conférée par le Gouvernement polonais en exil le 15 août 1985).